# United States Fish and Wildlife Service
De United States Fish and Wildlife Service (FWS) is een agentschap van het Amerikaanse ministerie van Binnenlandse Zaken (Department of the Interior). Het agentschap is bevoegd met het beheer van visbestanden, fauna en natuurlijke habitats. De Fish and Wildlife Service is onder meer verantwoordelijk voor het beheer van de National Wildlife Refuges in de VS, een systeem van gebieden die opzij gezet worden ter bescherming van de fauna en flora. De doelstellingen van het agentschap worden als volgt omschreven: "working with others to conserve, protect, and enhance fish, wildlife, plants and their habitats for the continuing benefit of the American people."
President Barack Obama nomineerde op 6 december 2010 Daniel M. Ashe uit Maryland als directeur van de US Fish and Wildlife Service. Hij volgde Samuel D. Hamilton op.